# Chiesa di Sant'Ambrogio (Bargagli)
La chiesa di Sant'Ambrogio è un luogo di culto cattolico situato nella frazione di Traso, in piazza XI Febbraio, nel comune di Bargagli nella città metropolitana di Genova. La chiesa è sede della parrocchia omonima del vicariato Medio-Alto Bisagno dell'arcidiocesi di Genova.

## Storia

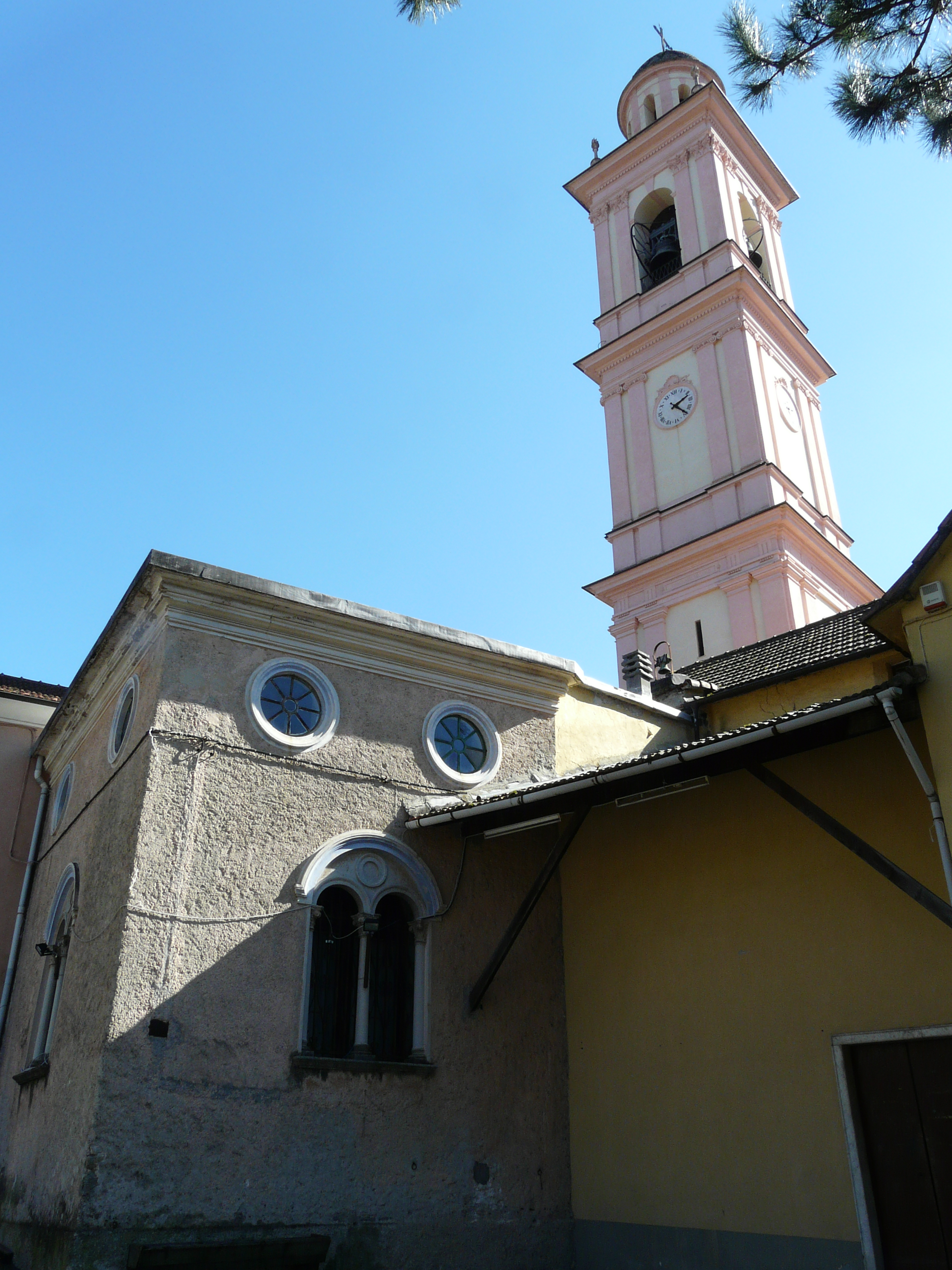
Particolare del campanile e della struttura laterale

Secondo un documento del registro arcivescovile genovese, redatto nel 1143, la fondazione della chiesa potrebbe essere risalente al 916, ma sulla sua ufficialità gli studiosi registrano diversi dubbi in merito. La chiesa, annessa all'arcipretura di Santa Maria Assunta di Bargagli fino al Quattrocento, fu edificata tra il 1500 e il 1541 e dedicata a sant'Ambrogio per i forti legami tra i vescovi di Milano con Genova; la struttura si presentava a tre navate e con sei altari laterali.
La comunità di Traso venne ufficialmente distaccata da Bargagli dal 5 maggio del 1506 e fu eletta prevostura il 10 settembre del 1825 dall'arcivescovo di Genova Luigi Lambruschini.

## Descrizione
Un secondo ampliamento, specie nella parte del coro, si attuò tra il 1635 e il 1644, ma alcuni documenti del 1862 testimoniarono che il tetto e alcune parti del campanile si presentassero in stato di avanzato degrado e pericolo. Proprio per scongiurare un improvviso crollo si commissionarono nuovi lavori nei due anni successivi per il restauro della torre campanaria, edificata nel 1584 e rivista nel 1625.
Ancora un documento del 1912 attestava il grave stato della struttura che, a breve, sarebbe stata demolita per l'edificazione di un nuovo edificio di culto. In realtà, nel novembre dello stesso anno, la Commissione Arcivescovile d'arte di Genova deliberò l'appalto di nuovi lavori di restauro della già esistente struttura. Nel 1922 fu costruita la canonica, su progetto dell'ingegnere Lorenzo Basso.
Nel 1978 sono stati messi in opera lavori di restauro della chiesa, della sagrestia e della torre campanaria.

### Gli interni
Al suo interno sono conservate diverse opere pittoriche e scultoree quali le statue di sant'Ambrogio e di san Filippo dello scultore Giambattista Garaventa. Dall'oratorio di San Giovanni Battista all'Acquasola è stato prelevato il crocifisso processionale dello scultore Gerolamo Del Canto, mentre di Anton Maria Maragliano è la statua raffigurante la Madonna del Carmine del 1735, restaurata nel 1881 da Gaetano Graffigna e dorata da Giuseppe Massardo.
L'altare maggiore è risalente alla seconda metà del XVII secolo.